# Shannan
Shannan léase Shan-Nán (en chino, 山南市; pinyin, Shānnán shì; literalmente, ‘montaña Sur’) también conocida por su nombre tibetano de Lhoka (tibetano:ལྷོ་ཁ་གྲོང་ཁྱེར། Wylie:Lho-kha grong khyer) es una ciudad-prefectura en  el sur de la Región autónoma del Tíbet, República Popular China. Situada en el centro del antiguo Valle Yarlung, formado por el cañón Yarlung Tsangpo. A Shannan se le conoce como la cuna de la civilización tibetana. Limita al norte con Lhasa, al sur con la India y Bután, al oeste con Shigatse y al este con Nyingchi.
Mide de norte a sur 329 kilómetros y de oeste a este 420 kilómetros. Su área es de 79 700 km² y su población para 2020 superó los 350 mil habitantes, el 98% es de la etnia tibetana y el 2% restante de otras etnias como los han, hui, monba y lhoba.
Shannan cubre un área que incluye grandes áreas especiales para Arunachal Pradesh, India y por lo tanto ha surgido una disputa entre la India y China. Su topografía se extiende sobre una altitud media de 3700 m s. n. m.

## Administración
En febrero de 2016, el Consejo de Estado aprobó la abolición Shannan como Prefectura (山南地区) y fue ascendida a Ciudad-región. El 27 de mayo de 2016, el gobierno de la ciudad (Comité, Asamblea, Alcaldía, la Conferencia Consultiva Política y la Comisión de Control Disciplinario) celebraron la nueva administración y los diversos equipos de Shannan comenzaron a desempeñar oficialmente sus funciones de acuerdo a la ley.
Con la nivelación de Shannan, su Centro administrativo fue elevado de condado a Distrito. Actualmente Shannan se divide en 12 localidades; 1 distrito y 11 condados.
- Distrito Nêdong 乃东区
- Condado Zhanang 扎囊县
- Condado Gonggar 贡嘎县
- Condado Sangri 桑日县
- Condado Qonggyai 琼结县
- Condado Qusum 曲松县
- Condado Comai 措美县
- Condado Lhozhag 洛扎县
- Condado Gyaca 加查县
- Condado Lhünzê 隆子县
- Condado Cona 错那县
- Condado Nagarze 浪卡子县

## Historia
Una leyenda tibetana afirma que los seres humanos son la creación de la unión entre un mono sagrado y las mujeres. De acuerdo con los hallazgos arqueológicos la gente vivía en esta área hace cuatro millones de años. Una civilización primitiva creció en el valle de Yarlung, se dice que en esos campos fue la primera agricultura en el Tíbet. El primer rey de la historia tibetana, Nyatri Tsenpo, en realidad solo un jefe de la tribu Yarlong, comenzó a gobernar sobre el valle de Yarlung en el primer tercio del siglo II antes de Cristo. El antiguo valle de Yarlung, se encuentra en la ciudad de Shannán
En todo el siglo VI d. C., el Valle de Yarlung se convirtió en una sociedad de esclavitud, con la fundición de hierro, cobre y plata se hacían armas y otros objetos. El rey 31 de Yarlung, Langrilunzan, fue un expansionista e invadió las tribus vecinas, ampliando el territorio de Yarlung. El rey 32, Songtsän Gampo conquistó las tribus Subi, Yangtong y muchas otras, y estableció el Régimen de Tubo, o el imperio tibetano. Aunque trasladó su capital desde Qiongjie a Lhasa.
Durante el régimen de Tubo, un gran número de proyectos de riego fueron desarrollados a lo largo del río Yarlong y el río Yarlung Tsangpo pero no había desarrollo en la agricultura. Sin embargo, la continuación del conflicto llevó a la hambruna y finalmente, el colapso del régimen de Tubo. En 1253, Mengge, el emperador de la Dinastía Yuan, invadió el Tíbet y unió a las tribus peleando en una región administrativa, controlada por el gobierno central de la Dinastía Yuan en Beijing. Sin embargo, la tribu dominante en el valle de Yarlung durante este período fue la dinastía Pazhu y en 1322, Qiangqujianqun se convirtió en el líder de Pazhu y consiguió la financiación de las obras de riego, cultivo de tierras, la reconstrucción de carreteras, la restauración de casas y el desarrollo de ganado.
El 23 de mayo de 1951, Shannán, junto con las otras ciudades firmaron un acuerdo con el gobierno central chino para la liberación pacífica del Tíbet. Sin embargo, en 1959 Shannán fue anexada a China por la fuerza y el sistema de servidumbre feudal fue abolido. Muchos monasterios fueron destruidos durante la invasión y el Palacio Yungbulakang fue severamente dañado.

## Geografía

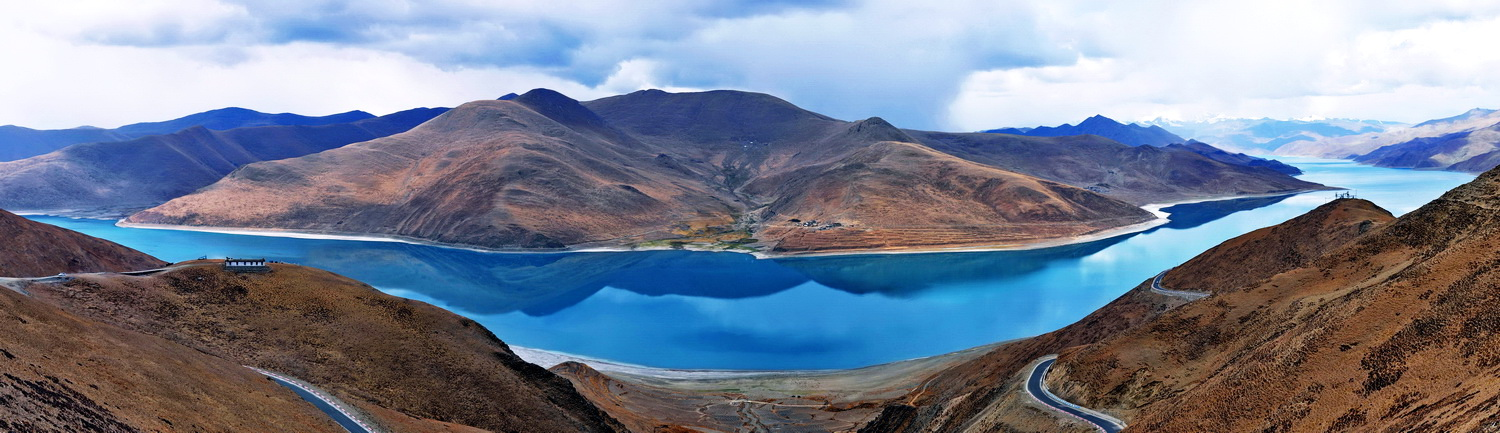
Vista del Lago Yamdrok.

La ciudad de Shannán forma una quinceava parte de la superficie total de la Región Autónoma del Tíbet. Se compone de 12 condados.
La ciudad tiene 144 municipios de los cuales 71 municipios están en el sector agrícola, 18 son en el sector de la ganadería y el resto 55 son una mezcla de los dos sectores. También hay cinco comités de barrio y 719 comités de aldea.
El sistema de acueducto de la ciudad proporciona gran fuente de agua en la región haciendo tierras fértiles. Debido al valle creado por el sistema fluvial hay pastos muy verdes y frondosos bosques.
La región está salpicada de colinas, valles, ríos, arroyos, lagos de piedra caliza, aguas termales, cuevas y muchas regiones naturales.

## Economía
La economía de la ciudad ha experimentado un progreso sustancial en los últimos años siguiendo la política de reforma y apertura de la zona de la región autónoma del Tíbet para apoyar el desarrollo de China y otros países. Shannán en 2007 tenía un PIB de 441 millones dólares, y ocupó el sexto lugar en la Región Autónoma del Tíbet. La composición de este PIB consistió en el sector de la agricultura (el más pequeño contribuyente), construcción, recursos naturales, industria y artesanía.
El turismo es también un sector importante que contribuye a la economía de la región, sin embargo, este sector no está completamente abierto y está sujeto a la concesión de permisos controlados por muchas agencias gubernamentales, y muchas áreas están fuera de límites para los visitantes, ya que son zonas militares.

## Galería

Fotos de la prefectura de Shannan
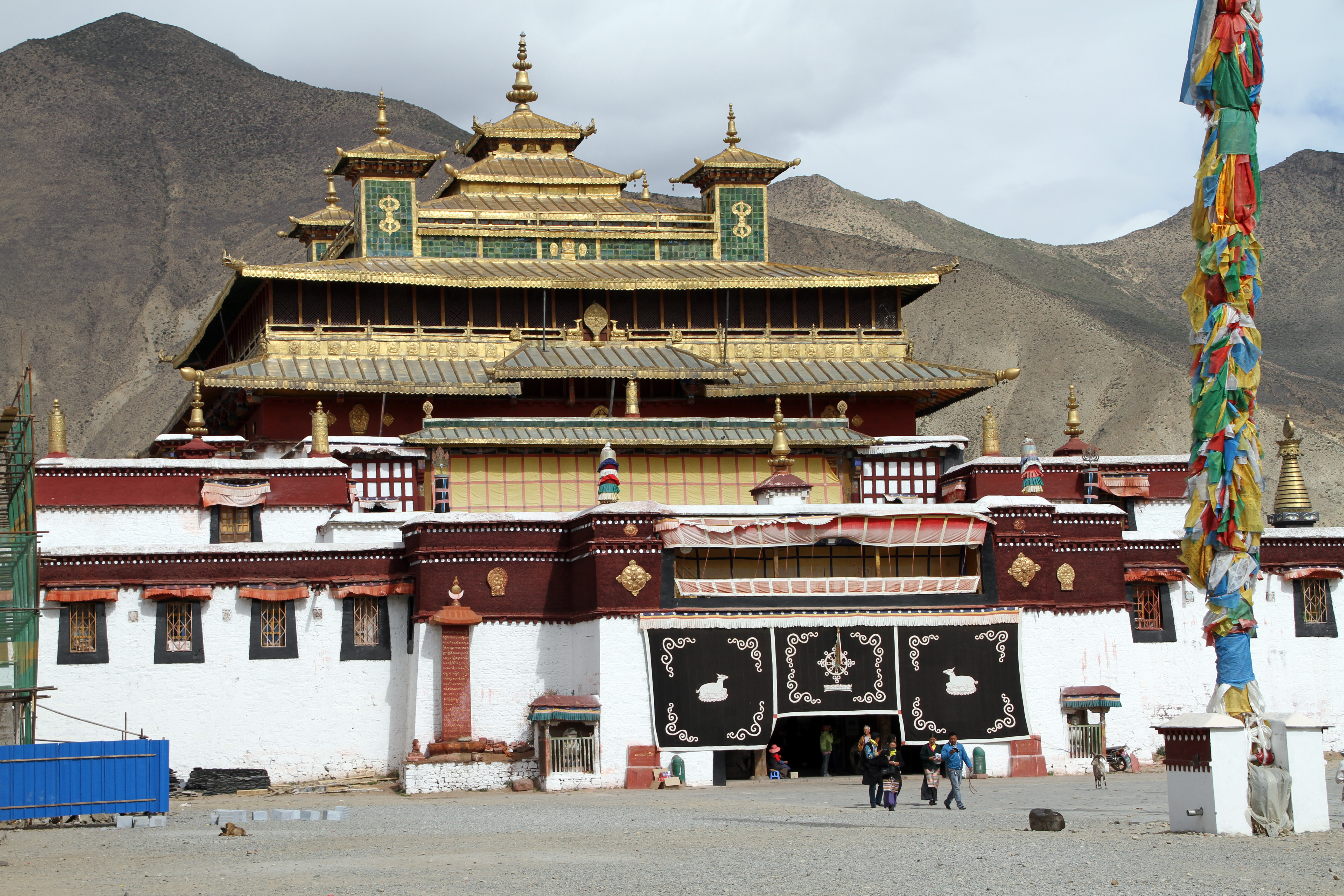
Samye
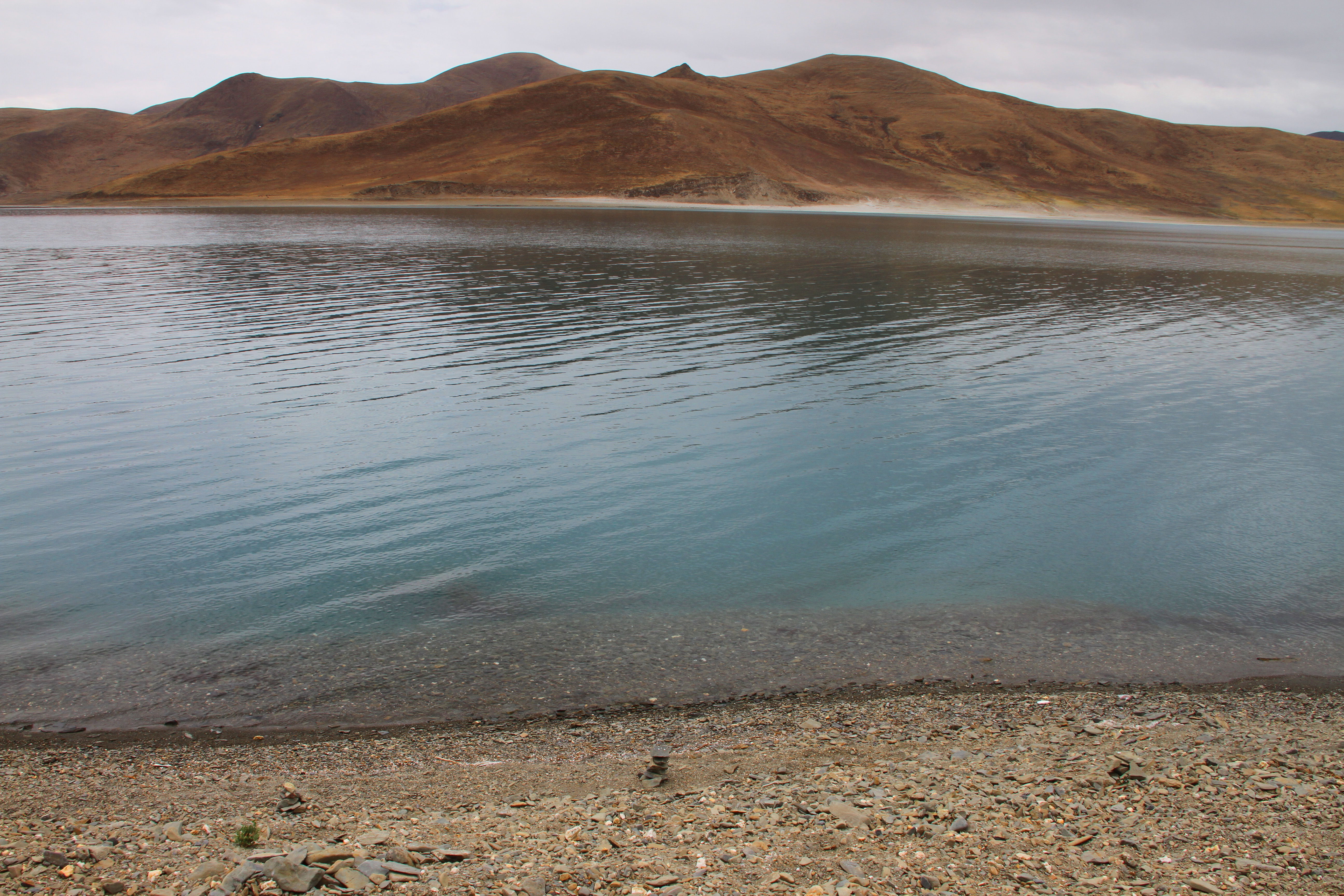
Yamdrok Tso
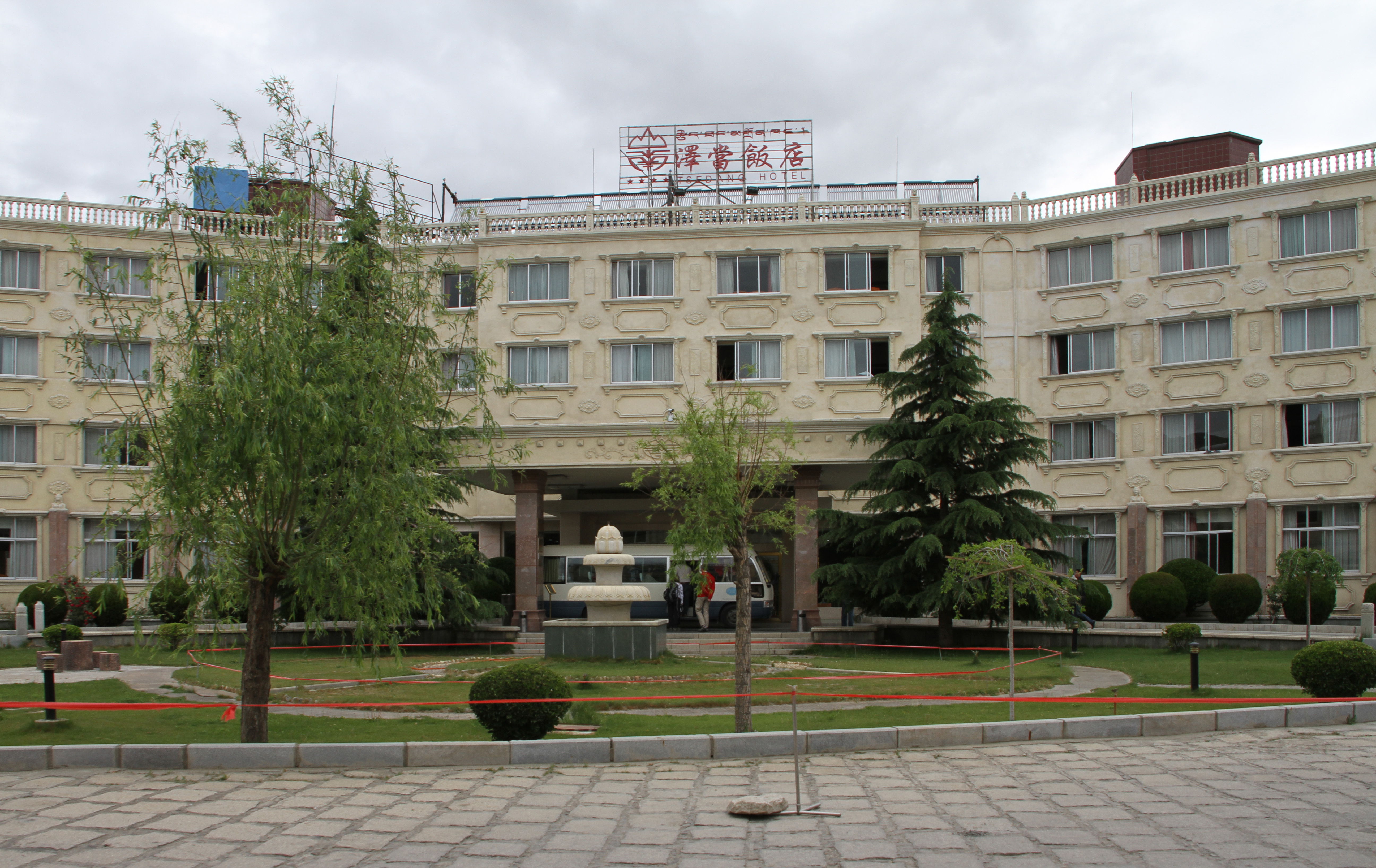
Tsetang
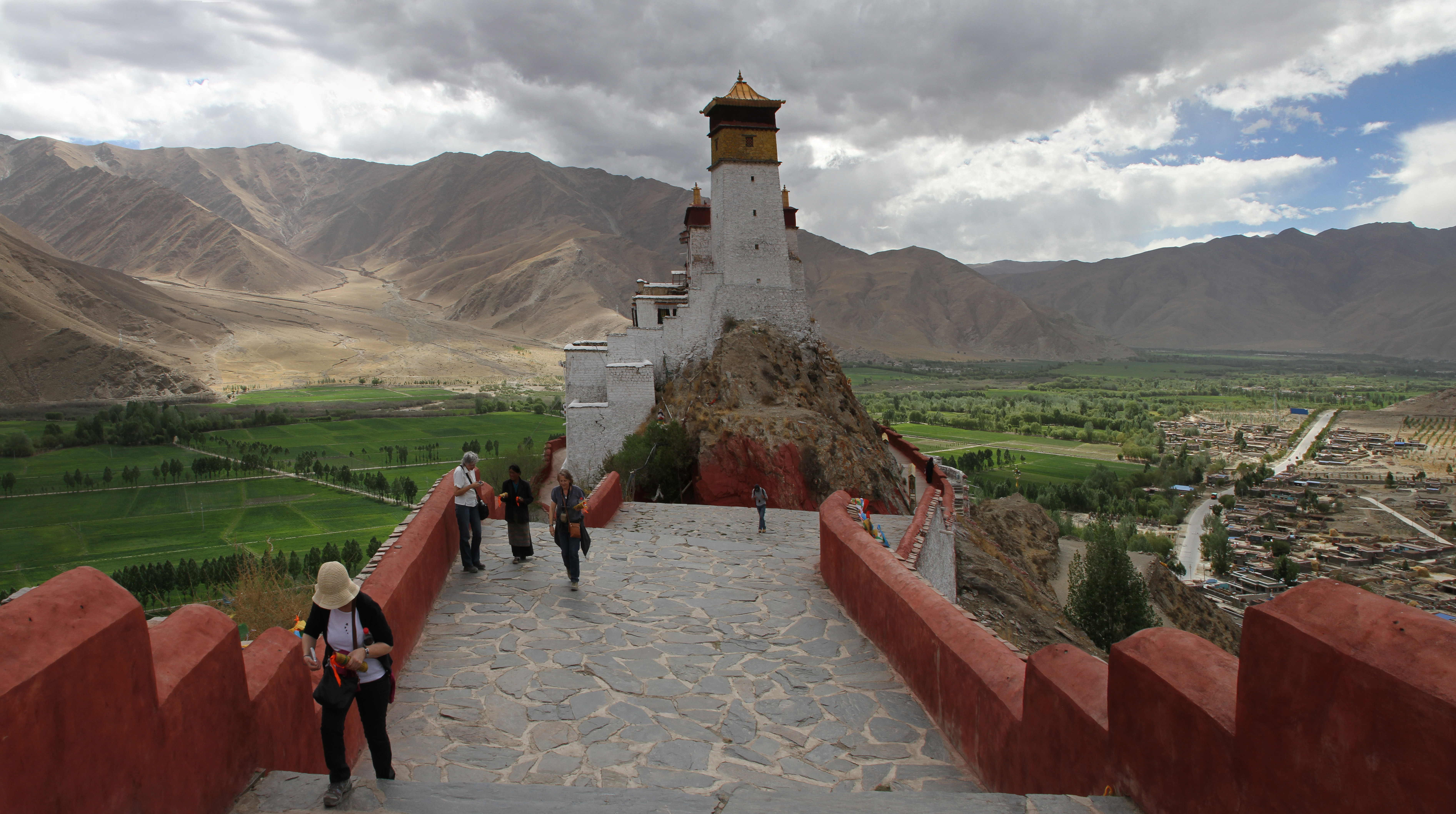
Yumbu Lagang
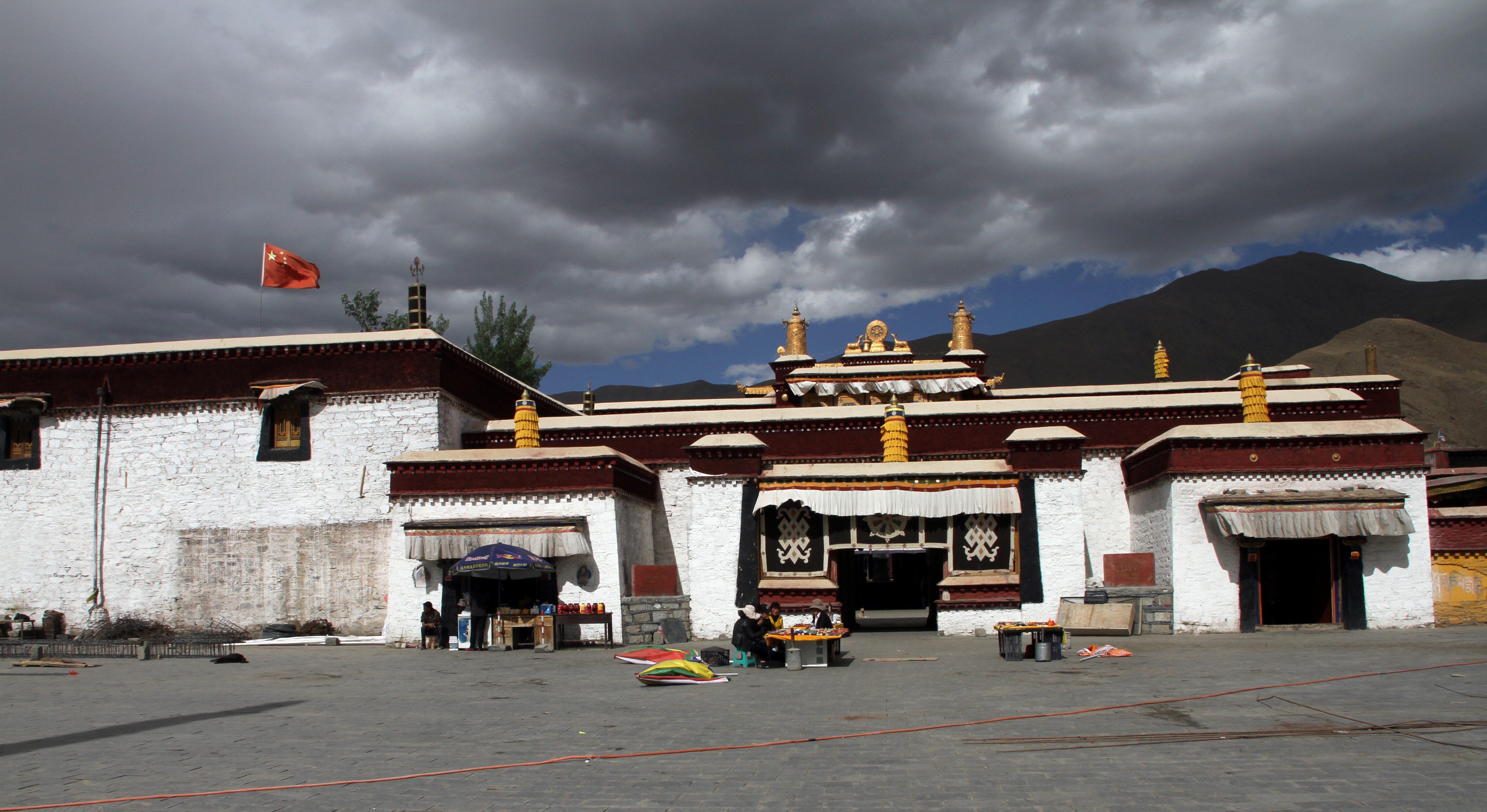
Tradruk
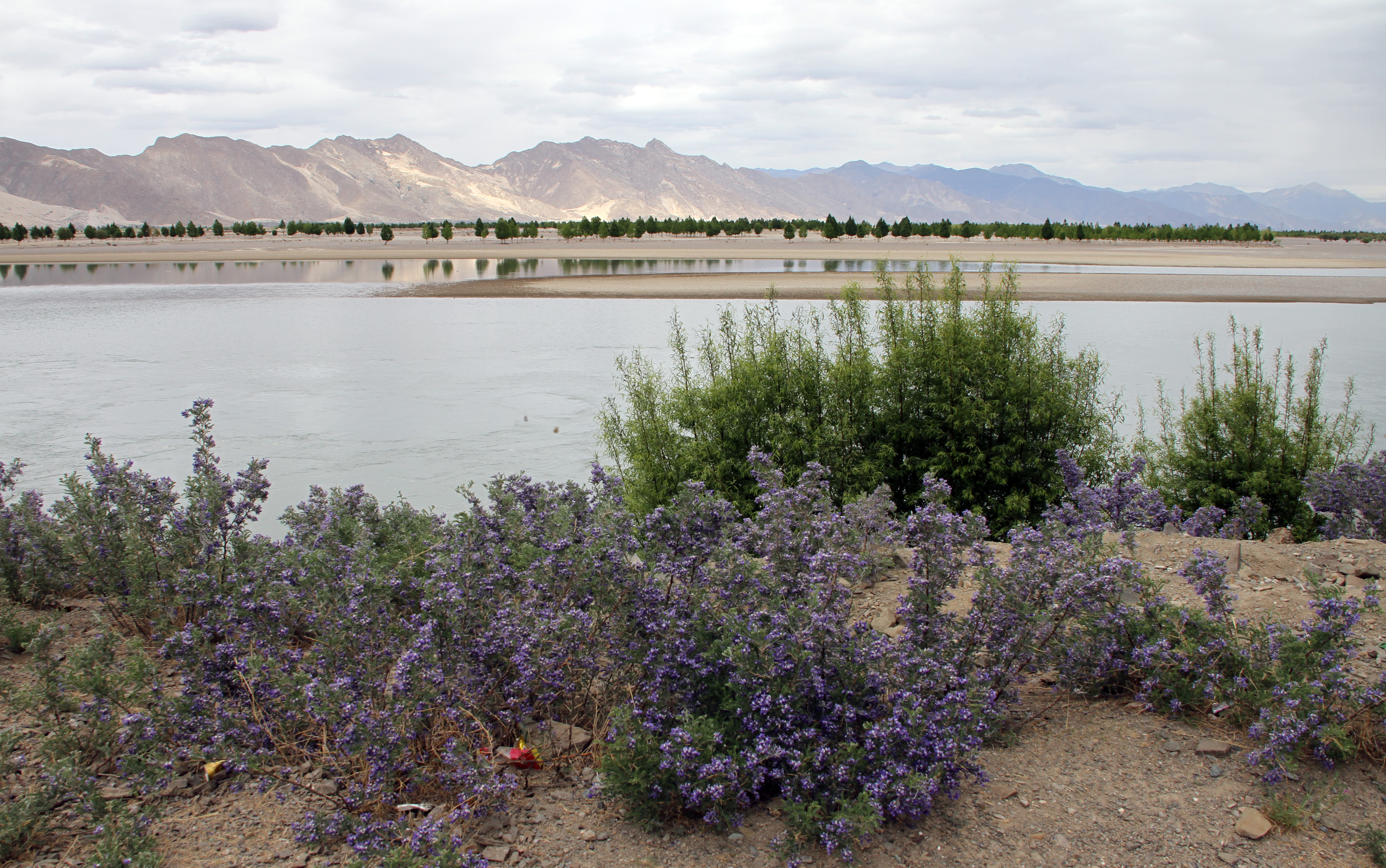
Yarlung Tsangpo